# Fernand De Visscher
Pour les articles homonymes, voir Visscher.
Fernand De Visscher, né à Gand le 14 octobre 1885 et mort à Herent (près de Louvain) le 15 décembre 1964, est un professeur d'université, historien du droit, juriste et archéologue belge.
Il est le frère de Charles De Visscher (1884 -1973), juriste international.

## Biographie
Les parents de Fernand et Charles De Visscher sont issus d'une famille aisée. Leur père, Charles De Visscher (1852-1896) est professeur de médecine à l’université de Gand et fondateur de la médecine légale en Belgique.Leur mère, Augusta Fiévé (1859-1887) est une fille de Désiré Fiévé, industriel et homme politique gantois, Sénateur, Député.
Malheureusement, ils sont orphelins très tôt. Au décès de leur mère en 1987, leur éducation est confiée à une institutrice parisienne, Jeanne-Marie d'Ambricourt qui leur a ouvert l'esprit  et permis de découvrir toutes les beautés et les joies que la vie peut offrir. Au décès de leur père, neuf ans plus tard, leur grand-père maternel supervise leur éducation avec l’aide d’un jeune abbé choisi à cet effet par l’évêque de Gand, l’abbé Watté, ce dernier les accompagnant partout notamment en vacances et en particulier à la montagne, séjours qui feront de Fernand De Visscher un alpiniste chevronné .
Celui-ci  fait – comme son frère ainé - ses études au Collège Sainte-Barbe  puis des études de droit à l’université de Gand et est diplômé en 1909 docteur en Droit.
Il remporte ensuite  le premier prix au concours de bourse de voyages avec un mémoire sur les clauses d’inaliénabilité, ce qui lui permet de faire plusieurs séjours d’étude à l’étranger au cours des années 1910 et 1911 à  Paris, Oxford, Munich, Berlin et Prague où il écrit son premier article scientifique .
En 1912, bien que gantois, il s’inscrit au Barreau de Bruxelles. Cette même année, le 18 juin, il épouse Lucie Jourdain, la benjamine de Victor Jourdain, fondateur du journal catholique conservateur Le Patriote  qui devient La Libre Belgique en 1918.
En 1913, il remporte le concours universitaire, avec un mémoire de droit romain portant sur la vente des choses futures
En juin de cette même année 1913, à l’occasion du Premier Congrès National de la Paix réuni à Bruxelles il fit  une communication sur « Le respect des frontières neutres »
En 1914, nommé chargé de cours de Droit romain à l’université de sa ville natale, la guerre l’empêche d’en prendre possession, guerre qui le surprend, avec sa famille, en vacances à la montagne à Grindelwald en Suisse.
Transitant par la France, la famille trouve refuge à Oxford, où il est accueilli par le professeur Henry Goudy, Regius Professor of Civil Law et poursuit ses recherches dans cette université.
Appelé par le gouvernement belge en exil à Sainte-Adresse, il devient attaché de cabinet du Ministre du Travail et de l’Industrie, Monsieur Armand Hubert. Son étude publiée en 1913 « La philosophie syndicaliste et le mythe de la grève générale » publié dans la Revue Néo-scholastique de philosophie de l’Université de Louvain n’est peut-être pas étrangère à cette nomination.
A la fin de la guerre, en novembre 1918, il est appelé par le ministre Léon Delacroix, le premier qui fut Premier Ministre dans l’histoire de la Belgique, pour être son chef de cabinet. En cette qualité, Fernand De Visscher se trouve impliqué dans les négociations préalables au Traité de Versailles pour y défendre les intérêts de la Belgique. Il occupe cette fonction pendant moins d’une année, car nommé professeur de droit romain en mars 1919 à l'université de Gand.  Hubert Pierlot lui succéda comme chef de cabinet.
Il y enseigne le droit romain pendant plus de dix ans ainsi qu’un cours libre « Histoire du droit »
Il est doyen de la faculté de droit de 1927 à 1929.
Lorsqu’en 1930, la flamandisation de l’université de Gand devint effective, les cours universitaires devaient se donner en néerlandais. Fernand (ainsi que son frère Charles professeur dans la même université) arrêta en 1932 d’enseigner dans cette université « au nom même de l’épanouissement international de la Flandre » tout en restant très attaché à cette université et accéda à l’éméritat en 1955
L’Université Catholique de Lille lui propose d’y enseigner le droit romain ce qu’il fait jusqu’en 1936. Il quitte sa ville natale pour s’installer à Uccle, au 157 avenue Longchamp (depuis devenue avenue Winston Churchill), son frère Charles demeurant au 200 de la même avenue.
C’est alors que l'Université catholique de Louvain lui propose la chaire de droit romain, matière qu’il enseigne jusqu’en 1956.
Durant cette période d’enseignement et de recherches, il ne cesse de publier de très nombreux articles et ouvrages essentiellement sur le droit romain mais également sur le droit international.
Il était membre de l’Institut de Droit international dont il fut secrétaire général de 1937 à 1950
« Outre les publications consacrées aux conséquences internationales de la guerre, il s’intéressera  également à d’autres épineux problèmes de droit des Gens, comme la question des îles d’Aland, le litige colombo‐vénézuélien, le régime nouveau des détroits, la neutralisation de la rive gauche du Rhin, la paix de Locarno, l’Alsace‐Lorraine, etc. …En 1934, il fut invité à donner un cours portant sur le conflit de lois en matière de droit aérien à l’Académie de Droit international de La Haye. En 1957, ses talents furent encore appréciés, lorsqu’il fut appelé à siéger au sein du Tribunal arbitral franco‐espagnol chargé de résoudre le conflit survenu suite à la dérivation par la France des eaux du lac Lanoux. ».
"Sa bibliographie complète, établie en 1964 par Lucien Caes, compte 211 numéros — sans les comptes rendus ni les notices nécrologiques —, dont quatre livres particulièrement importants sur  « La condictio et le système de la procédure formulaire » Gand-Paris, 1923, « Les édits d'Auguste découverts à Cyrène », Louvain, 1940, « Le régime romain de la noxalité. De la vengeance collective à la responsabilité individuelle », Bruxelles, 1947 ; « Le droit des tombeaux romains ». Milan, 1963, en plus de 207 articles d'une extraordinaire variété, dont un grand nombre furent repris dans trois recueils d'Études de Droit romain, publiés à Paris et à Milan en 1931, 1949 et 1966 ».
Pendant la période précédant la deuxième guerre mondiale, ses moments de loisirs, il les partagea entre les montagnes pour s’adonner à sa passion d’alpiniste et de très fréquent séjours en Italie où il rencontra de très nombreux collègues qui devinrent des amis. Lors d’un de ces séjours, il fait la connaissance d’un jeune belge érudit, Franz De Ruyt, qui pilote régulièrement, en guide averti, les Belges de passage. Ce dernier nommé « membre libre de l'Institut historique belge de Rome» séjourne dans la ville éternelle d'octobre 1931 à juin 1936 et  a noté dans ses carnets une de ces rencontres : « Parmi les Belges de marque rencontrés à Rome cet hiver [1934-1935], il y a le professeur Fernand De Visscher, que j'ai piloté aux Forums et à Ostie »  Le juriste et l'archéologue se retrouveront plus tard à l’occasion de fouilles en Italie centrale en 1949.
Sur cette période de la seconde guerre mondiale, Fernand De Visscher et son frère Charles sont toujours restés très discrets. Charles est le très actif Président du  Comité politique de la résistance en assurant  le contact avec le gouvernement belge à Londres. La maison de Fernand De Visscher fut un foyer de patriotisme et de résistance où de retrouvaient volontiers des professeurs de toutes les universités.
C’est pendant l’hiver 1941-1942 qu’il prit l’initiative de réunir, dans les locaux de la  Fondation Universitaire une fois par mois une dizaine de collègues amis des différentes universités belge pour raviver les travaux scientifiques mis en veilleuse du fait de la guerre avec l’espoir à la fin de celle d’élargir ces réunions à des collègues européens.
Comme souligne très justement, le professeur Jean-François Gerkens, professeur de droit romain à l’Université de Liège : « Ce sont ces réunions qui déboucheront sur la création de la Société d’Histoire des Droits de l’Antiquité.
Après la seconde guerre mondiale, en1945, il fut nommé Directeur de l’Académie belge à Rome, institution inaugurée en 1939 et mis en léthargie profonde à cause de la guerre.
Les États-Unis d’Amérique et la France notamment avaient obtenu de l’Italie de pouvoir commencer des fouilles dans certains sites historiques importants, Fernand De Visscher s’attache à obtenir la même possibilité pour les universités belges.
Grâce à ses excellentes relations établies entre les deux guerres avec ses collègues italiens, il obtint officiellement d’entamer des fouilles à Alba Fucens, ville romaine dont on ne voyait plus à l’époque que des remparts mégalithiques, ancienne colonie militaire fondée en 303 avant Jésus-Christ par la Rome républicaine en vue de se défendre du côté de l’Italie centrale. voir infra Les fouilles d’Alba Fucens 
Il dirigera ces fouilles jusqu’à son décès en 1964

### La Société d’Histoire des Droits de l’Antiquité
En décembre 1945, sous l’initiative de Fernand De Visscher, se tient, à Bruxelles la première session internationale de la Société internationale d'histoire des droits de l'Antiquité réunissant des collègues belges mais aussi quelques collègues et amis étrangers dont notamment Henri Lévy-Bruhl et Jean Gaudemet du côté français, deux Anglais, un Suisse et un Néerlandais Julius Christiaan van Oven.
La 2e session eut lieu en septembre 1947, mois retenu pour toutes les sessions ultérieures. Les premières sessions  tiennent à Bruxelles, dans les locaux de la Fondation universitaire, Rue d’Egmont, le nombre de participants est modeste ainsi que les interventions. 
"En 1948 paraissait le premier volume de la Revue internationale des droits de l'Antiquité qui en est l'organe et où figurent chaque année,
depuis lors, tout ou partie des communications des réunions annuelles qu'organisait, sur un plan largement international, Fernand De Visscher". 
Et Claire Préaux de poursuivre: "La revue fusionna bientôt avec celle que le Comte Pirenne avait fondée avant la guerre et qui portait le titre d' "Archives d'histoire du droit oriental", fusion qui est un témoignage de réciproque amitié. Sur l'insistance du comité de rédaction, Fernand De Visscher accepta que trois tomes lui fussent dédiés.Ces «Mélanges» groupent plus de cent communications qui attestent le rayonnement de celui qu'elles honorent". 
Chaque session était agrémentée de visites culturelles, Fernand Visscher se souciant d'inviter tous les congressistes chez lui dans son bel hôtel de maitre.
La société se développe à travers l’Europe et le nombre de participants ainsi que les interventions est croissant.
Il est décidé lors de la 6e session que dorénavant les sessions ultérieures se tiendrait chaque année ailleurs qu’à Bruxelles
«Il fut également décidé que la prochaine session serait consacrée à un thème spécifique et que ce thème ferait l’objet d’exposés de la part des spécialistes des différentes disciplines des droits de l’Antiquité. Voilà d’ailleurs une autre spécificité de la Société d’Histoire des Droits de l’Antiquité : loin d’être dominée par les romanistes, les différentes conférences couvraient régulièrement d’autres disciplines des droits Antiques, comme le droit grec, le droit égyptien, le droit babylonien, le droit hébraïque, les droits cunéiformes, etc.».
La 17e session se tient à Bruxelles et est la dernière présidée et organisée par Fernand De Visscher et son bras droit Madame Marie‐Thérèse Lenger.
Souffrant, il ne peut assister à la 18e session à Glasgow et d’Aberdeen, il décède quelques mois plus tard en décembre 1964.
Lors de la 21e session, à Salamanque, il est décidé d’ajouter officiellement le nom de Fernand De Visscher, dans l’appellation de la Société, pour l’appeler « Société internationale Fernand De Visscher pour l’Histoire des Droits de l’Antiquité » en abrégé SIDHA.
La Société d’Histoire des Droits de l’Antiquité continue de se réunir chaque année au mois de septembre.

### Les fouilles à Alba Fucens
Après avoir obtenu l’autorisation d’entreprendre des fouilles à Alba Fucens situé dans les Abruzzes, site connu mais l'endroit n'avait jamais été l'objet de fouilles systématiques, Fernand De Visscher se mit au travail pour que celles-ci se concrétisent et prend contact avec Franz De Ruyt, professeur ordinaire depuis 1943 à l’université catholique de Louvain et titulaire depuis 1949 de la chaire d'archéologie. Le juriste et l’archéologue travaillent ensemble. 
À la suite d'un accord conclu avec le Conseil Supérieur des Antiquités et Beaux-Arts d'Italie, présidé par Guglielmo de Angelis d’Ossat, et grâce à une donation importante de deux mécènes belges, amis de l'Université de Louvain, la première campagne de fouilles est engagée durant le printemps et l'été 1949 (25 avril - 15 juin ; 3 août - 5 septembre) », sous la direction de Fernand De Visscher et Franz De Ruyt en étroite collaboration avec M. Valerio Cianfarani, surintendant aux Antiquités des Abruzzes et Molise. 
En accord avec celui-ci, Nello Berardinelli fut choisi comme assistant. L'architecte Gismondi et son collaborateur M. Visca, MM. Consoli, attaché à la surintendance des Abruzzes, et Jean Bingen, boursier de voyage à l'Academia Belgica, prêtèrent leur concours à des titres divers.
Les premiers sondages sont un succès et en juillet 1949, un site de 3 hectares est exproprié au centre présumé de la ville antique par le Ministère italien de l'Instruction Publique, Direction générale des Antiquités et des Beaux-Arts qui, de plus, accorde des crédits en vue de la restauration et de la conservation des monuments mis au jour.
La 2e campagne de fouilles (17 avril au 8 juillet 1950) reçoit important subside du Fonds National belge de la Recherche scientifique et bénéficie la collaboration de Sigfried J. De Laet, professeur d’archéologie à l'Université de Gand et de Joseph Mertens, docteur en philologie classique et licencié en Archéologie et Histoire de l'Art de l'Université de Louvain.
Les campagnes de fouille se succèdent en 1951 (7 mai - 21 juillet) suivie en 1952 (12 mai - 16 juillet) et en 1953 (18 mai - 20 juillet).
Ces campagnes peuvent se réaliser grâce au financement de « ….généreux donateurs anonymes de notre entreprise dont les libéralités ont été complétées par de larges subventions du Fonds National de la Recherche Scientifique, ainsi que de l'Université de Louvain ».
Le résultat de ces premières années de fouilles est remarquable et permet d’avoir une vue d’ensemble de l’urbanisation d’Alba Fucens. 
Les campagnes de fouilles se poursuivent d’année en année sous la direction de Fernand de Visscher, Joseph Mertens, Franz De Ruydt et Sigfried De Laet., groupe que rejoint de 1961 à 1967, Jean-Charles Balty de l’Université Libre de Bruxelles. 
Une grande exposition intitulé « Alba Fucens - découverte d'une cité romaine des Abruzzes » est organisée à Bruxelles du 9 au 24 janvier 1960 au Palais des Beaux-Arts de Bruxelles, exposition placée sous le haut patronage de sa majesté la Reine Elisabeth. 
« Pendant quinze ans, il s'installa chaque année au village, où Madame De Visscher, fidèle et heureux témoin de ses espoirs et de ses trouvailles, l'accompagnait. Ces fouilles, il voulut qu'elles fussent ouvertes à tous les archéologues, belges et italiens. » 
« Ces recherches archéologiques ont fait l’objet de nombreuses publications, ainsi que de plusieurs expositions (à Rome et à Bruxelles). C’est sans doute aussi à cet investissement peu commun qu’il doit la distinction honorifique de « cultore di Roma », en 1964, quelques mois seulement avant de mourir»
« C’est encore son enthousiasme qui se trouve souligné sur une plaque commémorative  inaugurée l’année suivante en sa mémoire sur le site  de Alba Fucens par la Surintendance des antiquités de la région des Abruzzes »
Les fouilles continuent après son décès sous la direction de Joseph Mertens jusqu’en 1979.
Mises en veilleuse, elles reprennent en 2007 par le CReA-Patrimoine (Université Libre de Bruxelles), en collaboration avec les Musées Royaux d’Art et d’Histoire.